# Герреро, Эктор
Эктор Герреро Дельгадо (исп. Héctor Guerrero Delgado, 24 ноября 1926, Чиуауа, Мексика — 20 июля 1986, там же) — мексиканский баскетболист. Участник летних Олимпийских игр 1948 и 1952 годов,  чемпион Игр Центральной Америки и Карибского бассейна 1954 года.

## Биография
Эктор Герреро родился 24 ноября 1926 года в мексиканском городе Чиуауа.
Начал играть в баскетбол в 40-е годы в Чиуауа.
В 1948 году вошёл в состав сборной Мексики по баскетболу на летних Олимпийских играх в Лондоне, занявшей 4-е место. Провёл 6 матчей, набрал 3 очка в матче со сборной США.
В 1952 году вошёл в состав сборной Мексики по баскетболу на летних Олимпийских играх в Хельсинки, занявшей 9-е место. Провёл 3 матча, набрал 33 очка (13 — в матче со сборной СССР, по 10 — со сборными Финляндии и Болгарии).
В 1954 году завоевал золотую медаль баскетбольного турнира Игр Центральной Америки и Карибского бассейна в Мехико. В матче со сборной Доминиканской Республики (92:42) набрал 51 очко.
Умер 20 июля 1986 года в Чиуауа.